# 森特鎮區 (北卡羅萊納州斯坦利縣)
森特鎮區（英語：Center Township）是位於美國北卡羅萊納州斯坦利縣的一個鎮區。

## 地方資料
森特鎮區的面積為106.70平方千米，皆為陸地。根據2020年美國人口普查的數據，當地共有人口6234人，而人口密度為每平方千米58.43人。